# Валицкий, Тадеуш Юльянович
Таде́уш Юлья́нович Вали́цкий (1863  — 12 июня 1919, Варшава) — землевладелец, депутат Государственной думы I созыва от Петроковской губернии.

## Биография
Польский дворянин, католик. Выпускник Варшавского реального училища, после чего был принят в  Новоалександрийский сельскохозяйственный институт. В 1883 году отчислен из института  за  «антиправительственную деятельность», сослан под полицейский надзор в родительское имение  Кжешлув в Петроковской губернии. Позднее восстановлен в институте, окончил его в 1887. Поселился в имении Кжешлув. Активный участник  общественной и хозяйственной жизни Петроковской губернии. 12 лет был гминным уполномоченным. 10 лет состоял советником Земского кредитного общества. Вошёл в состав  Петроковского сельскохозяйственного общества, с 1902 года был членом его руководящего состава. Член Польской национально-демократической партии. Землевладелец.
20 апреля 1906 избран в Государственную думу I созыва от общего состава выборщиков Петроковского губернского избирательного собрания. Вошёл в состав Польского коло. Подписал заявление 27 членов Государственной Думы  от Царства Польского об отношении его с Российской империей по прежнему законодательству и по Основным законам 23 апреля 1906. Активного участия в работе Думе не проявил.
После роспуска Думы вернулся в родное имение. Вошёл в состав Центрального сельскохозяйственного общества, в 1917—1919 годах его председатель. С 1917 года состоял в  Союзе землевладельцев.

## Семья
- Жена — Бронислава Мария Лучинская (1867—1944[2]).
  - Сын — Бронислав (1894—1968)[2]
  - Сын — Юлиан (1895—1963)[2]
  - Сын — Тадеуш (1898—1973)[2]
  - Дочь  — Мария  (1900—1972)[2]
  - Сын — Юзеф (1900—?)[2]
  - Дочь  — Хелена (1903—1956)[2]
  - Дочь  — Кристина (1911—1979)[2]

### Рекомендуемые источники
- Brzoza Cz., Stepan K. Poslowie polscy w Parlamente Rosyjskim, 1906—1917: Slownik biograficzny. Warszawa, 2001.
- Российский государственный исторический архив. Фонд 1278. Опись 1 (1-й созыв). Дело 46. Лист 11; Фонд 1327. Опись 1.1905 г. Дело 143. Лист 174 оборот.